# 埃斯佩卢伊
埃斯佩卢伊，是西班牙安达卢西亚自治区哈恩省的一个市镇。总面积26平方公里，总人口767人（2001年），人口密度30人/平方公里。